# Golfvereniging Albatross
Golfvereniging Albatross is een Nederlandse golfclub in Prinsenbeek, in de provincie Noord-Brabant.

## Geschiedenis
In 1987 wordt de vereniging opgericht, en in 1988 richten de leden Stichting Bosdal op die het beheer zal voeren over het onroerend goed, dat de vereniging zal gebruiken. In 1990 zijn de holes 4, 5 en 6 klaar en in 1992 wordt de 9 holesbaan geopend.

## Golfbaan
Op het voormalige landgoed Bosdal ligt nu een parkbaan, ontworpen door golfbaanarchitect Alan Rijks. Er zijn vier vijvers en enkele sloten, dus op bijna ieder hole komt water in het spel.
Sinds 1997 heeft de baan de A-status.